# FL Technics

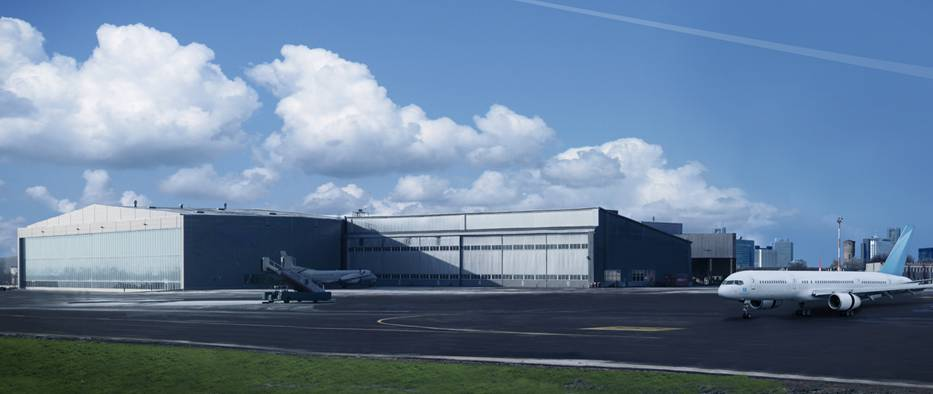
Hangar di FL Technics all‘Aeroporto Internazionale di Vilnius

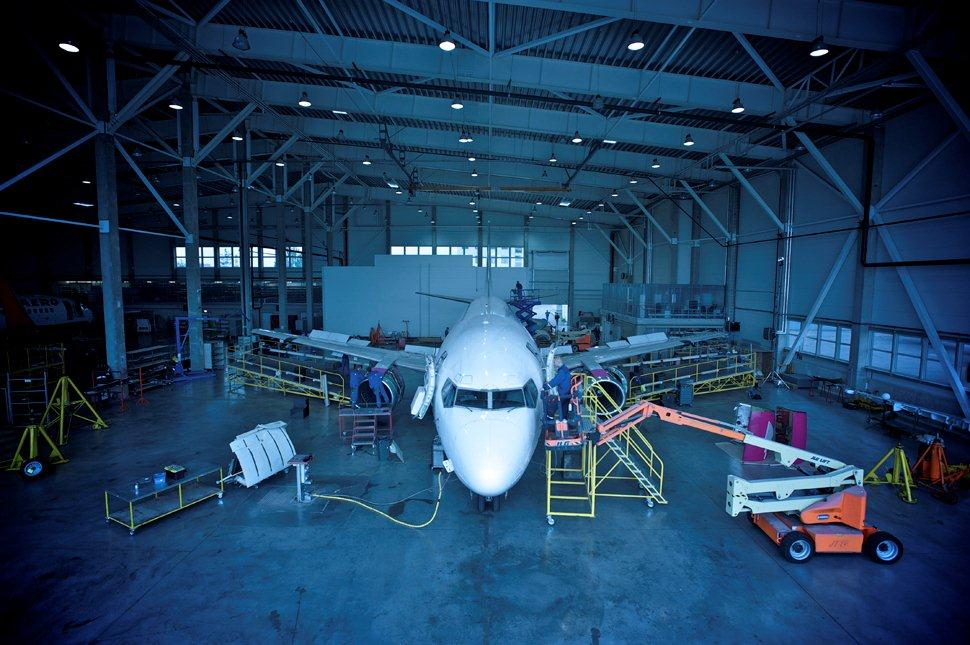
Dentro l‘hangar di FL Technics all‘Aeroporto Internazionale di Vilnius

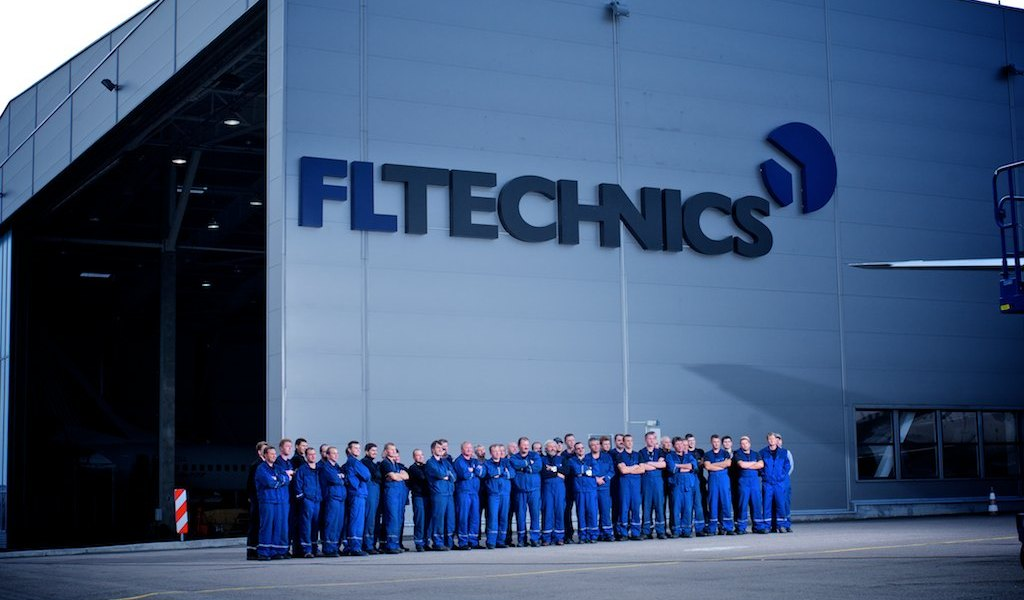
I tecnici della FL Technics di fronte all‘hangar dell‘Aeroporto Internazionale di Vilnius

FL Technics è un fornitore globale di servizi di manutenzione, riparazione e revisione (MRO) di aeromobili. L'azienda dispone di strutture di manutenzione di base in Lituania, Indonesia e Cina e fornisce supporto per la manutenzione di linea in Europa, Africa, Asia-Pacifico, e CSI.
Azienda certificata EASA Part-145, Part-M, Part-147, Part-21, FAA-145 (Indonesia), serve un'ampia gamma di Boeing, Airbus, ATR, Embraer e altri tipi di aeromobili.
Fa parte di Avia Solutions Group, guidato da Jonas Janukenas, CEO e Gediminas Ziemelis, Presidente del consiglio di amministrazione. Zilvinas Lapinskas è l'amministratore delegato.

## Storia
2005 - Costituzione della società
L'azienda è stata fondata in Lituania e ha aperto il suo primo hangar presso l'Aeroporto Internazionale di Vilnius.
2007– Espansione iniziale nell'aeroporto principale
Nel 2007 ha aggiunto un secondo hangar all'aeroporto internazionale di Vilnius. Da allora occupa 2 hangar per la manutenzione degli aeromobili, un magazzino e strutture di backshop presso l'aeroporto internazionale di Vilnius - 13 742 metri quadrati in totale. Gli hangar consistono in cinque postazioni di manutenzione della cellula.
2009 - Accordi con International Airlines
A maggio, la compagnia ha firmato un accordo con la compagnia aerea slovacca Seagle Air sulla manutenzione tecnica periodica del Boeing 737.
A luglio, la società ha firmato un accordo di partnership strategica con MRO aeronautico costaricano per la fornitura di servizi presso la loro base tecnica per la manutenzione pesante per il Boeing 757-200 a lungo raggio.
In ottobre, la compagnia ha firmato contratti con Air Italy e Air Slovakia per la manutenzione della base aeronautica Boeing 737-300.
2010 - Un altro anno di espansione del portafoglio di servizi
A febbraio ha acquistato una cellula Boeing 737-300 da GE Capital Aviation Services (GECAS).
A giugno ha ampliato le sue capacità di manutenzione PART-145 con i servizi di manutenzione di base Boeing 737-600/700/800/900.
Ad agosto, l'azienda ha ampliato le proprie capacità di formazione sulla manutenzione con i servizi di formazione teorica ATR 42-200 / 300 e ATR 72-100 / 200. Lo stesso mese ha acquistato una seconda fusoliera Boeing 737-300 per l'estrazione parziale.
A dicembre ha aggiunto Airbus A318 / A319 / A320 / A321 alla sua lista di capacità PART-M.
Entro la fine dell'anno ha iniziato a gestire nove stazioni di linea: tre in Kazakistan, due in Tagikistan e le restanti quattro nel Regno Unito, in Italia, Russia e a Vilnius.
2011 - Acquisizione della società britannica e prosecuzione della crescita del portafoglio di servizi
A febbraio ha servito il primo aeromobile Airbus A320. La famiglia di aeromobili Airbus A320 è stata aggiunta al certificato EASA Part-145 di FL Technics. La certificazione è stata effettuata dalla Civilian Aviation Administration of Lithuania.
A giugno ha ricevuto un certificato Part-M che consente alla compagnia di gestire l'aeronavigabilità continua degli aeromobili della famiglia Embraer EMB-135/145.
A luglio ha aggiunto Wizz Air al suo elenco di clienti per la manutenzione di linea. La società ha iniziato a fornire a Wizz Air supporto per la manutenzione della linea all-inclusive a prezzo fisso, insieme a servizi di supporto aggiuntivi. Nello stesso mese ha acquisito 7 Boeing 737-300 da AirAsia per smontarli in parti e componenti. L'aereo è stato smontato in Malesia. Questa acquisizione ha consentito all'azienda di aumentare il livello di servizio mantenendo una gamma più ampia di stock di pezzi di ricambio e componenti.
Ad agosto ha ricevuto un certificato per fornire servizi di ingegneria a Bombardier CL600-2B19. Nello stesso mese ha lanciato servizi di modifica e riconfigurazione della cabina su due nuovissimi Boeing 737-800 a lungo raggio e servizi di ristrutturazione della cabina su Boeing 737-300 per Transaero Airlines.
A settembre ha acquisito la Storm Aviation Limited con sede nel Regno Unito. La società acquisita le ha consentito di iniziare a fornire servizi di manutenzione di linea per aeromobili a fusoliera stretta e larga in una rete di 24 stazioni di linea in Europa e nella CSI e ha ampliato le capacità dei velivoli in Airbus A330, Airbus A340, Airbus A380, Boeing 747, Boeing 767, Boeing 777 e altri tipi di aeromobili. Nel mese di settembre ha anche esteso la sua partnership con Europe Airpost per fornire servizi di manutenzione per i 3 Boeing 737 CL della compagnia aerea.
2012 - Certificati EASA
Ad aprile ha ricevuto l'approvazione EASA Part 21 Design Organization, che le ha consentito di progettare e approvare piccole modifiche e piccole riparazioni agli aeromobili nell'area dell'interno della cabina e le modifiche associate all'avionica e alle strutture. Questo certificato espande le sue capacità per completare internamente attività di progettazione e modifica minori. Le modifiche progettuali riguardano principalmente i cambiamenti nella disposizione delle cabine, nelle installazioni degli arredi interni, nelle installazioni e nelle riparazioni della cambusa, nelle riconfigurazioni associate all'intrattenimento in volo e nei miglioramenti del sistema. Nello stesso mese ha ricevuto un audit e una certificazione ISO 9001-2088 dei pezzi di ricambio per il controllo di qualità.
Nello stesso mese ha esteso la sua collaborazione con il vettore low cost EasyJet con sede nel Regno Unito, firmando un accordo triennale per servizi di manutenzione di linea su nove aeromobili Airbus A319, all'aeroporto di Manchester e all'aeroporto internazionale di Newcastle. Secondo l'accordo, la sussidiaria di FL Technics, Storm Aviation, doveva fornire supporto per la manutenzione di linea per sei aeromobili EasyJet Airbus A319 all'aeroporto di Manchester e assicurarsi anche la base EasyJet a Newcastle (nel nord-est dell'Inghilterra), dove hanno svolto lavori di manutenzione tre Airbus A319 di EasyJet.
A maggio l'azienda è diventata un rappresentante di vendita per il distributore di ricambi per il Regno Unito Aero Inventory nell'Europa orientale e nel Commonwealth of Independent States (CIS).
A ottobre ha firmato un accordo triennale di supporto tecnico con il vettore aereo nazionale afghano Ariana Afghan Airlines e ha iniziato a fornire servizi di ingegneria completi ai 4 Boeing 737 delle compagnie aeree.
A dicembre, in collaborazione con Ariana Afghan Airline, ha lanciato la prima stazione della linea EASA Part-145 in Afghanistan.
2013 - Nuovo pacchetto di supporto motore
A febbraio del 2013 ha firmato un accordo di partnership con il fornitore di componenti per l'aviazione Seal Dynamics. In base all'accordo è diventata il rappresentante esclusivo per le vendite e il marketing di Seal Dynamics in Russia, nella CSI e in dodici stati CEE.
A maggio l'azienda ha firmato un accordo di partnership con XTRA Aerospace. L'accordo le ha consentito di costituire uno stock di componenti Boeing 737 NG e CL a Vilnius.
A settembre ha esteso il suo elenco di servizi di gestione del motore e ha introdotto un nuovo pacchetto di supporto del motore CF34-3.
2014 - Capacità in espansione in Lituania
Nel 2014 ha costruito un hangar a Kaunas. È l'hangar più grande e tecnologicamente attrezzato dell'Europa orientale e dei paesi della CSI. Poco dopo l'emissione del suo certificato EASA Part-145, 8500 m², gli impianti di manutenzione a Kaunas, hanno completato i lavori di manutenzione programmata su quattro aeromobili.
A febbraio ha aggiunto funzionalità di carrello di atterraggio per gli aeromobili della famiglia Airbus A320 e Boeing 727. Lo stesso mese ha aggiunto capacità MRO wide body al suo certificato di stazione di riparazione Part-145, a partire dall'Airbus A330.
A giugno, la consociata FL Technics Training ha firmato un accordo per fornire formazione tecnica sul Boeing 737 alla società di servizi di manutenzione sudamericana Aeroman. L'azienda ha lavorato con un certificato di formazione tecnica rilasciato dall'autorità per l'aviazione civile di El Salvador.
Ad agosto, FL Technics Training ha ampliato la gamma dei suoi servizi lanciando Online Training, una piattaforma basata su Internet che fornisce corsi online conformi a EASA. La piattaforma copre una serie di corsi specialistici continui e aggiornati, integrati dall'emissione di certificati pertinenti al completamento con successo dei corsi.
2015 - Ufficio negli USA
A marzo l'azienda ha lanciato i servizi di consulenza MRO per motori, APU e carrelli di atterraggio.
A settembre ha ricevuto l'approvazione della parte 145 dall'EASA per coprire gli aerei Sukhoi Superjet (SSJ) 100-95.
A novembre ha istituito un ufficio di rappresentanza a Miami. Con l'istituzione di un ufficio di rappresentanza in Florida, l'azienda è stata in grado di lavorare direttamente con i fornitori locali.
A dicembre ha firmato un accordo di supporto CAMO della durata di 4 anni con Somon Air ed ha inoltre fornito al vettore i servizi di monitoraggio delle condizioni del motore. In base all'accordo a lungo termine ha supportato la flotta Boeing 737NG e CL del vettore tagiko con servizi completi di gestione dell'aeronavigabilità continua.
2016 - Rapida espansione in Asia
A settembre ha iniziato a collaborare in un programma Power-by-Hour (PBH) con la compagnia aerea cargo thailandese K-Mile Asia e ha iniziato a garantire una fornitura continua di pezzi di ricambio per i Boeing 737 cargo del vettore.
In ottobre ha ampliato la gamma delle sue capacità di gestione dell'aeronavigabilità continua aggiungendo il tipo di aeromobile Airbus A330 alla sua approvazione EASA Part-M.
A dicembre ha aperto il suo hangar MRO presso l'aeroporto internazionale Soekarno-Hatta (IATA: CGK) a Giacarta, Indonesia. La struttura di 20.000 piedi quadrati può ospitare fino a tre velivoli narrow body alla volta ed è certificata per servire Boeing 737 NG e CL nonché Airbus A319 / A320 / A321.
2017 - Servizi per aeromobili wide body
A febbraio del 2017 ha introdotto i servizi di manutenzione di base e di linea per l'aereo a fusoliera larga Airbus A330. L'espansione dell'approvazione EASA Part-145 le ha consentito di iniziare a condurre una gamma più ampia di lavori di manutenzione su Airbus A330, alimentato da motori Pratt & Whitney PW4000.
A maggio è diventata un fornitore approvato delle principali compagnie aeree asiatiche, tra cui Asiana Airlines, AirAsia X, Nok Air, Bangkok Airways, T'way Airlines e GMF AeroAsia dell'Indonesia. Un team locale di assistenza per i pezzi di ricambio a Bangkok, Thailandia, nonché un banco AOG a Vilnius le hanno consentito di fornire assistenza 24 ore su 24, 7 giorni su 7 per i pezzi di ricambio ai suoi clienti asiatici.
A dicembre ha acquisito due clienti dal Gruppo Lufthansa: Germanwings e Swiss International Air Lines.
2018 - Nuovi clienti internazionali
A gennaio del 2018 ha firmato un accordo con il vettore nazionale bulgaro Bulgaria Air.
A febbraio, Eurowings Europe del Gruppo Lufthansa è diventata uno dei suoi clienti.
A marzo ha firmato un accordo con Corendon Dutch Airlines per fornire servizi di manutenzione di base per tutta la loro flotta. La società ha firmato un accordo con WOW Air per fornire servizi di manutenzione di base a due Airbus A321, nell'aprile 2018.
A settembre, Lufthansa Group ha scelto FL Technics per la manutenzione di 28 Airbus 320. Nello stesso mese, la compagnia di bandiera del Lussemburgo la ha scelta per i suoi Boeing 737NG.
In ottobre, FL Technics Indonesia ha ricevuto una certificazione AMO (Approved Maintenance Organization) dalla Civil Aviation Administration of Vietnam. Lo stesso mese, China Aircraft Leasing Group (CALC), la sua unità Aircraft Recycling International (ARI) e FL Technics hanno costituito una joint venture MRO, chiamata FL ARI.
A novembre l'azienda ha aperto un nuovo magazzino a Singapore.
2019 - Espansione del portafoglio di servizi e capacità di formazione
A febbraio del 2019 ha firmato un accordo di rappresentanza esclusiva con la società francese di soluzioni idrauliche Deshons Hydraulique. Nello stesso mese ha firmato un accordo esclusivo sui posti a sedere con JHAS.
A marzo ha firmato un accordo di operazioni congiunte per aprire una stazione di manutenzione della linea certificata EASA nell'aeroporto internazionale di Dubai (DXB).
Ad aprile ha firmato un accordo con la provincia di South Jeolla per sviluppare una struttura di MRO all'aeroporto di Muan.
A luglio ha iniziato a implementare moduli VR per la formazione di base dei meccanici dell'aviazione. L'azienda ha presentato il suo primo modulo VR, che copre l'apertura del motore a spinta inversa di un Boeing 737NG, ed è destinata ad espandere il suo elenco di moduli nei prossimi mesi per coprire l'intero ambito della formazione sulla manutenzione. Si prevede che la realtà virtuale potrebbe ridurre il tempo di formazione sulla manutenzione del 75%.
A settembre ha ampliato la sua approvazione EASA Part-145 con il tipo della famiglia Airbus A320neo (LEAP-1A e PW 1100G) per i servizi di manutenzione di linea.
2020 - ulteriore espansione
Nel febbraio 2020 ha acquisito il fornitore italiano di servizi di manutenzione di linea Flash Line Maintenance S.r.l., espandendo la propria rete di manutenzione di linea a 50 stazioni.
2021
Nell'agosto del 2021, Storm Aviation, una sua sussidiaria, ha acquisito Chevron Technical Services, con sede a Manchester.
2022
A febbraio ha ricevuto due estensioni nell'ambito dell'attuale approvazione Part-145 per la fornitura di servizi di manutenzione di linea per i velivoli Boeing B787 e per le ispezioni boroscopiche dei motori Pratt & Whitney serie PW1100G-JM.

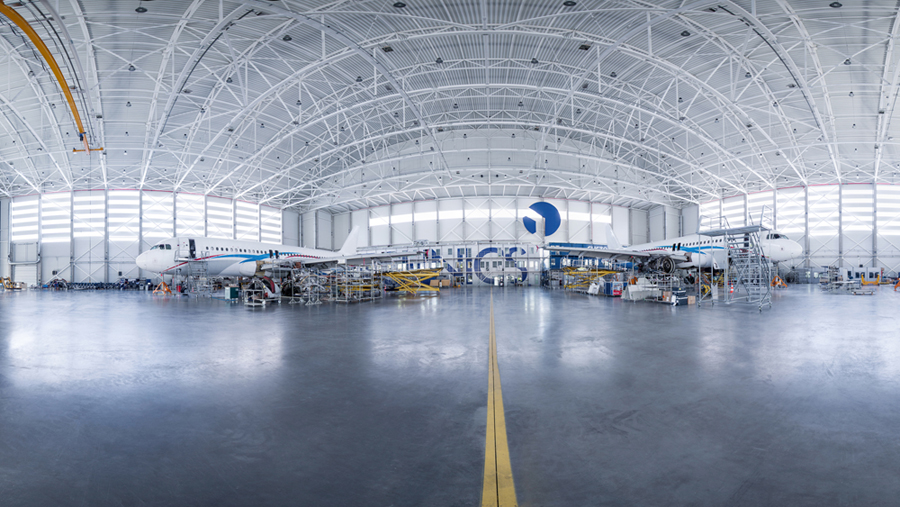
All'interno dell'hangar FL Technics all'aeroporto di Kaunas

## Strutture
- Vilnius (Lituania): 4 a / c a corpo stretto, oltre 13.742 m² hangar e spazio officina[5]
- Kaunas (Lituania): 5 condizionatori a cassone stretto, oltre 8500 m² hangar e spazio officina[33]
- Giacarta (Indonesia): 3 a / c a corpo stretto, oltre 20000 m² hangar e spazio officina[71]
- Londra Stansted (Regno Unito) attraverso la nostra società figlia Storm Aviation: 4 a / c a fusoliera stretta, oltre 8700 m². spazio hangar
- Harbin (Cina) attraverso la nostra consociata FL ARI: 4 a / c a corpo stretto, oltre 15000 m². hangar e spazio officina

## Premi
Nel 2013 FL è stata nominata una delle aziende di maggior valore per la Lituania e i suoi cittadini.
Nel 2019 ha ricevuto il premio Asian MRO of the year.
Nel 2019 si è classificata al quarto posto tra le prime 10 aziende energetiche / industriali in Lituania.